# Osvaldo Héctor Cruz
Osvaldo Héctor Cruz (Buenos Aires, 29 de maio de 1931 – 20 de março de 2023) foi um futebolista argentino, que atuava como ala. O jogador competiu na Copa do Mundo FIFA de 1958.

## Títulos
Palmeiras
- Taça Brasil (atual Campeonato Brasileiro): 1960

Seleção Argentina
- Campeonato Sul-Americano (atual Copa América): 1955
- Campeonato Sul-Americano (atual Copa América): 1957